# 主人公は僕だった
『主人公は僕だった』（しゅじんこうはぼくだった、原題: Stranger Than Fiction）は、2006年のアメリカ映画。マーク・フォースター監督、ウィル・フェレル主演作品。

## ストーリー
内国歳入庁に勤め、規則正しく単調な生活を送るさえない会計検査官ハロルド・クリックはある日、自分の行動を描写する女性の声を聞く。女性の声は時折聞こえてくる程度だったが、その声が自分の死をほのめかすようになり、ハロルドは死の運命から逃れるため、ヒルバート教授に相談を持ち掛ける。ヒルバートは「死の運命から逃れるためには喜劇の人生を生きることだ」と助言され、恋人を探すように勧められる。ハロルドは税金を滞納している菓子店のアナ・パスカルの元を訪れ、帳簿調査を通じて彼女との交流を重ね、恋人同士となった。それまでの単調な生活から一変した日々を楽しみ出したハロルドはヒルバートに報告に行くが、そこでハロルドは再び女性の声を聞く。研究室のテレビから聞こえてきた声の主は悲劇作家カレン・アイフルであり、ヒルバートから「彼女の小説では主人公は必ず死ぬ」と告げられる。
カレンの居場所を突き止めたハロルドが彼女の住むマンションに行くと、そこではカレンが数年振りとなる小説を執筆していた。そこに書かれた主人公はハロルドそのものだった。カレンは原稿をハロルドに預け、彼はヒルバートに「小説の結末を読んで欲しい」と依頼する。数日後、研究室を訪れたハロルドに対し、「君の死は無駄にはならない」と告げ、原稿を読むように促し、ハロルドは研究室を後にする。原稿を読み終えたハロルドはカレンの元を訪れ、「小説を完成させて下さい」と告げる。しかし、創造の人物だと思っていたハロルドを前に、カレンは小説の完成をためらい、ヒルバートの元を訪れる。ヒルバートは「ハロルドは結末を受け入れた」と伝える。
ハロルドはアナと夜を過ごし、翌朝いつも通り出勤する。停留所でバスを待つハロルドは、子供を助けるため道路に飛び出し、バスにひかれてしまう。意識を取り戻すと、ハロルドは自分が病院にいることに気付く。ハロルドは、カレンが結末を書き換えたため一命を取り留め、アナと無事を喜んだ。

## キャスト
※括弧内は日本語吹き替え
- ハロルド・クリック - ウィル・フェレル（山寺宏一）
- アナ・パスカル - マギー・ギレンホール（水町レイコ）
- ジュールズ・ヒルバート教授 - ダスティン・ホフマン（谷口節）
- ペニー・エッシャー - クイーン・ラティファ（目黒未奈）
- カレン・アイフル - エマ・トンプソン（塩田朋子）
- デイヴ - トニー・ヘイル
- ケイリー医師 - トム・ハルス
- ミッタグ＝レフラー医師 - リンダ・ハント

## スタッフ
- 監督: マーク・フォースター
- 脚本: ザック・ヘルム
- 製作: リンジー・ドーラン
- 製作総指揮: ジョー・ドレイク、ネイサン・ケイヘイン、エリック・コペロフ
- 共同製作: ジム・ミラー、オーブリー・ヘンダーソン
- 撮影監督: ロベルト・シェイファー
- 美術: ケヴィン・トンプソン
- 編集: マット・チェシー
- 音楽: ブリット・ダニエル、ブライアン・レイツェル
- 音楽監修: ブライアン・レイツェル
- 視覚効果: ケヴィン・トッド・ハウク
- 衣装: フランク・L・フレミング
- キャスティング: フランシーヌ・メイズラー、キャスリーン・ドリスコル＝モーラー

## その他
- 登場人物のラストネームは有名な数学者、すなわちハロルド・クリックはフランシス・クリック、アナ・パスカルはブレーズ・パスカル、ジュールズ・ヒルバート教授はダフィット・ヒルベルト、ペニー・エッシャーはマウリッツ・エッシャー、カレン・アイフルはギュスターヴ・エッフェル、ケイリー医師はアーサー・ケイリー、ミッタグ＝レフラー医師はヨースタ・ミッタク＝レフラー、また、作中のバス路線「Kronecker」はレオポルト・クロネッカー、出版社「Banneker Press」はベンジャミン・バネカーから採られている。唯一ラストネームのないデイヴは、『2001年宇宙の旅』の主人公デイヴ・ボウマンから採られているとみられる[2]。
- 原題は「Truth [Fact] is stranger than fiction」（事実は小説より奇なり）から。